# Qi Ying
Qi Ying (chinesisch 齊迎, Pinyin Qí Yíng; * 23. Januar 1997 in Zibo) ist ein chinesischer Sportschütze.

## Erfolge
Qi Ying, der sich auf die Disziplin Trap spezialisiert hat, begann 2012 mit dem Sportschießen. 2018 gelang ihm im Mannschaftswettbewerb im Doppeltrap der Gewinn der Silbermedaille bei den Weltmeisterschaften in Changwon. Im selben Jahr vertrat er China bei den Asienspielen in Jakarta, die er im Doppeltrap auf Rang sieben beendete. 2022 folgte der nächste Medaillengewinn bei einer Großveranstaltung, als er bei den Asienmeisterschaften in Almaty mit der Trapmannschaft Gold gewann und im Mixed mit Wu Cuicui Bronze. Ebenfalls je eine Gold- und eine Bronzemedaille sicherte sich Qi bei den Asienmeisterschaften 2023 in Changwon. Diesmal gelang ihm der Titelgewinn im Einzel, während er erneut im Mixed Rang drei belegte, diesmal an der Seite von Li Qingnian. Bei den 2023 ausgetragenen Asienspielen 2022 in Hangzhou gewann er im Einzel die Goldmedaille. Mit der Mannschaft platzierte er sich auf Rang drei.
Bei den Olympischen Spielen 2024 in Paris schloss Qi die Qualifikation mit 123 Punkten als Erster ab und zog damit ins Finale der acht besten Schützen ein. Dort erreichte er die beiden letzten Durchgänge, in denen er gegen den Briten Nathan Hales um den Olympiasieg schoss. Hales ging mit drei Treffern Vorsprung in diese beiden Durchgänge und vergrößerte diesen nochmals bis zum Wettkampfende. Er gewann die Goldmedaille mit 48 Treffern, während Qi mit 44 Treffern die Silbermedaille erhielt. Bronze ging an Jean Pierre Brol, der mit 35 Treffern nach vier Durchgängen ausschied.